# C/2012 S1
C/2012 S1, också kallad ISON, var en solstrykande komet som upptäcktes 21 september 2012 av två ryska astronomer vid  Kislovodsk-observatoriet. Kometen fick sitt smeknamn från det teleskop som användes, ISON (International Scientific Optical Network), ett 16-tums reflektorteleskop.

## Omloppsbana
C/2012 S1 hade sin periheliumpassage den 28 november 2013, när dess avstånd till Solen var 0,012 AU eller 1 800 000 km. Kometen överlevde inte passagen genom solens korona. Rapporter den 28 november (dagen för periheliepassagen)  angav att kometen delvis eller helt hade upplösts på grund av solens värme och tidvattenkrafter.
Kometens bana var nästan parabolisk vilket tyder på att den var en ny komet från Oort-molnet. Den passerade planeten Mars 1 oktober 2013 på avståndet 0,072 AU och skulle passerat Jorden den 26 december 2013 på avståndet 0,42 AU.
Banelementen för C/2012 S1 påminner om 1680 års stora komet (Kirchs komet), vilket kan tyda på att de båda kometerna kan vara fragment från samma himlakropp. Jorden passerade genom kometens tidigare bana 14-15 januari 2014.

## Ljusstyrka och synlighet
Vid upptäckten var kometens skenbara magnitud ungefär 18,8.
Enligt preliminära beräkningar bör den bli synlig i en vanlig fältkikare under augusti 2013 och synlig för blotta ögat i slutet av oktober. I oktober 2013 passerade kometen genom stjärnbilden Lejonet nära Regulus och därefter planeten Mars, vilket gjorde den enkel att hitta. I november passerade den Spica i stjärnbilden Jungfrun och planeten Saturnus.

Vid periheliepassagen den 28 november kunde C/2012 S1 ha blivit riktigt ljusstark och det fanns rent av en chans att den kunde bli ljusstarkare än fullmånen. När den var som allra ljusstarkast var den dock mindre än en grad från solen och därmed svår att se.
Att förutse en komets ljusstyrka är svårt, speciellt när kometen passerar så nära solen. Kohouteks komet och C/1999 S4 nådde inte alls upp till förväntad ljusstyrka, men om C/2012 S1 inte fragmenteras kan den bli ett skådespel i stil med Den stora kometen 1680, Den stora kometen 2007 eller C/2011 W3 (Lovejoy). Den ljusstarkaste kometen sedan 1935 är Komet Ikeya-Seki (1965) som hade magnitud -10.

C/2012 S1 skulle förmodligen legat bra till för observatörer på norra halvklotet under andra halvan av december 2013.

## Namngivning
Kometens namn var C/2012 S1, där C står för en icke-periodisk komet. Tillägget ”ISON” härrör till det teleskop med vilken kometen upptäcktes. Namnet har börjat användas i media, varför kometen ibland kallas Komet ISON. Det stämmer dock inte med namngivningen av kometer. En ny icke-periodisk komet som upptäcks vid samma teleskop under samma år skulle i så fall ha fått namnet C/2012 S2 (ISON), dvs ytterligare en Komet ISON. Periodiska kometer får däremot namn efter upptäckarna och då skulle C/2012 S1 ha fått namnet Komet Nevski-Novichonok, eller Nevski-Novichonoks komet.